# CIDOC Conceptual Reference Model

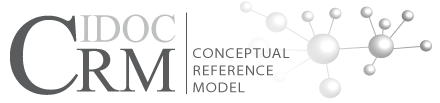
Logo

Das CIDOC-CRM (Conceptual Reference Model) bietet eine erweiterbare Ontologie für Begriffe und Informationen im Bereich des Kulturerbes. Es ist eine Norm (ISO 21127:2023) für den kontrollierten Austausch von Informationen im Bereich des kulturellen Erbes und soll unter anderem von Archiven, Bibliotheken und Museen zur Verbesserung der Verfügbarkeit von Wissen angewandt werden.
Es ist das Ziel des CIDOC CRM, die vielfältigen Informationen im Bereich des kulturellen Erbes gemeinsam zu erfassen und einen allgemeinen Rahmen ihrer formalen Semantik zur Verfügung zu stellen, damit jede Information dieses Bereichs den Begriffen des CIDOC CRM zugeordnet werden kann. Auf diese Weise werden wichtige Voraussetzungen für die Informationsintegration geschaffen, da auf der Grundlage des CIDOC CRM Werkzeuge zur Schematransformation und -integration entwickelt werden können. Das CIDOC CRM unterstützt außerdem die Erarbeitung von Anforderungen an Informationssysteme und kann als Richtschnur oder Hilfe für gute semantische Modellierung, Daten- oder Datenbankmodellierung dienen.
Die Anwendung von Techniken wie XML und RDF werden vom CIDOC CRM unterstützt.

## Geschichte
Das CIDOC-CRM ging aus der Arbeit der  CIDOC Documentation Standards Working Group (DSWG) des International Committee on Documentation hervor. Namensgebend für dieses Committee beim  International Council of Museums (ICOM) ist die französischsprachige Bezeichnung dieses Comité international pour la documentation, kurz CIDOC. Bis 1994 arbeitete man an einem Gegenstands-Beziehungs-Modell für Informationen im Bereich der Museen. Seit 1996 wurde die Objektorientierung zur Grundlage der Entwicklung, die 1999 zur Vorlage des ersten „CIDOC Conceptual Reference Model (CRM)“ führte. Im Jahre 2000 begann das Verfahren zur Etablierung als internationale Norm (ISO), das mit der Etablierung als Standard 2006 endete. 2023 wurde die dritte überarbeitete Version veröffentlicht.

## CIDOC CRM Implementationen and Systeme
- Das CIDOC CRM wurde in OWL DL als Erlangen CRM/OWL (ECRM) implementiert.
- Das WissKI system, eine ontologiebasierte virtuelle Forschungsumgebung verwendet das ECRM (und damit CIDOC CRM), um Forschungsprimärdaten im Bereich des kulturellen Erbes als Linked Data standardisiert zu repräsentieren.